# سوارکاری در المپیک تابستانی ۱۹۸۸
سوارکاری در بازی‌های المپیک تابستانی ۱۹۸۸ نام رویداد ورزش سوارکاری در بازی‌های المپیک تابستانی بود که در سال ۱۹۸۸ برگزار شد. تمام مسابقات به دو صورت انفرادی و تیمی برگزار شد.

## جدول مدال‌ها
| رتبه | کشور                | طلا | نقره | برنز | مجموع |
| ۱    | آلمان غربی          | ۴   | ۰    | ۱    | ۵     |
| ۲    | فرانسه              | ۱   | ۱    | ۱    | ۳     |
| ۳    | نیوزیلند            | ۱   | ۰    | ۱    | ۲     |
| ۴    | بریتانیای کبیر      | ۰   | ۲    | ۱    | ۳     |
| ۵    | ایالات متحده آمریکا | ۰   | ۲    | ۰    | ۲     |
| ۶    | سوئیس               | ۰   | ۱    | ۱    | ۲     |
| ۷    | کانادا              | ۰   | ۰    | ۱    | ۱     |